# Susquehannock

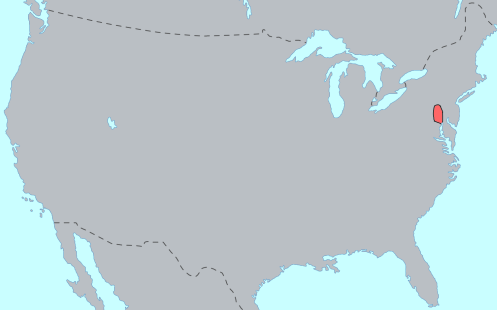
Susquehannock

Die Susquehannock, auch Susquehanna, ab 1700 meistens Conestoga genannt, waren ein nordamerikanisches Indianer-Volk der Irokesen-Sprachfamilie.

## Namensgebung
Die heute allgemein gebräuchliche Stammesbezeichnung leitet sich aus der Orts- bzw. Flussbezeichnung benachbarter Östlicher Algonkin-Völker, insbesondere der Powhatan (Renape)-Konföderation und Lenape, ab.
Die Lenape bezeichneten sie als Sisawehak Hanna Len („Volk des schlammigen Flusses“), da sie entlang des Siskëwahane („schlammiger Fluss, d. h. Susquehanna River“) lebten, das Stammesterritorium der feindlichen Susquehannock wurde folglich als Sisa'we'hak'hanna'unk bzw. Siskuu ànukànakèxën anukanink („Land des schlammigen Flusses“) bezeichnet. Eine konkurrierende Lehrmeinung übersetzt den indigenen Flussnamen als („Austern-Fluss“) und somit wäre die Stammesbezeichnung als („Volk entlang des Austern-Flusses“) wiederzugeben. Die Stämme der Powhatan-Konföderation an der Atlantikküste Virginias bezeichneten diese ebenfalls nach dem Fluss als Sasquesahanough („Volk des schlammigen Flusses“). Die Engländer von Maryland und Virginia übernahmen die Powhatan-Bezeichnung als Susquehannock. Es ist nicht überliefert, welchen Namen sich die Susquehannock selbst gaben.
Die Europäer gaben den Susquehannock jedoch weitere verschiedene Stammesbezeichnungen, da sie versuchten mittels Transliteration die indigenen Bezeichnungen benachbarter Völker zu adaptieren und in ihre eigene Sprache zu übernehmen; (zudem stammten die mündlich aufgeschnappten Exonyme von Stämmen verschiedener Sprachfamilien – Algonkin sowie Irokesen):
- Die Wyandot (Huronen), ein weiteres irokesischsprachiges Volk und oftmals Verbündeter der Susquehannock gegen die Irokesen und Handelspartner als auch starke Verbündete der Franzosen, bezeichneten sie als Andastoerrhonon („Volk des schwarzen Dachfirsts“)[3]; als primäre Handelspartner und Verbündete der Huronen übernahmen die Franzosen dies als Andaste bzw. Andastes (in Plural) und das Stammesgebiet als Gandastogue, Andastoé bzw. Andastogué.
- Die Lenape und Munsee, zwei eng verwandte Stämme der Östlichen Algonkin und traditionelle Feinde der Susquehannock und der Irokesen, nutzten das Ethnonym Mengwe („ohne Penis“) bzw. Miqui („fremd, andersartig, weit weg“)[4], oftmals auch als („verräterisch“ oder „heimtückisch, listig“) wiedergegeben; die Niederländer und Schweden - Handelspartner und direkte koloniale Nachbarn der Lenape und Munsee - übernahmen diesen Namen als Minquas, später unterschieden die Europäer nochmals zwischen den „Weißen Minquas“ (Susquehannock) und den „Schwarzen Minquas“ (vermutlich einer Gruppe der irokesischsprachigen Erie).[5]
- Die Engländer von Pennsylvania im späten 18. Jhd. bezeichneten sie hingegen als Conestoga, abgeleitet vom indigenen Namen einer ihrer großen Siedlungen im Gebiet des heutigen Städtchens Manor Township, Lancaster County, Pennsylvania, die unter den Engländern nur als Conestoga Town bekannt war. Die Dorfbezeichnung (und später Stammesbezeichnung) leitet sich vermutlich aus der Irokesischen Sprache der Susquehannock ab - Kanastoge oder Can-ah Da (vermutlich wörtlich: "place of the upright pole" - „Platz des aufgerichteten Pfahls“, "Buried Pole Place" - „Platz des begrabenen Pfahls“, „Platz des versenkten Pfahls“; beides mit der Bedeutung: „Stadt“)[6][7] (Das historische Conestoga Town darf jedoch nicht mit der späteren Siedlung Conestoga, Pennsylvania, im heutigen Conestoga Township, Lancaster County, Pennsylvania, verwechselt werden.)

## Stämme der Susquehannock
Um 1600 zählten die Susquehannock etwa 6.000 bis 7.000 Mitglieder und waren höchstwahrscheinlich eine lose Konföderation von sechs größeren Städten (von Smith "Königsstädte genannt) namens Attaock, Cepowig, Quadroque, Tesinigh und Utchowig (sowie deren assoziierten Stämmen) und weiteren kleineren Stämmen, die in insgesamt ca. 20 von Palisaden geschützten Dörfern lebten, als Hauptstadt der Konföderation könnte Sasquesahanough gedient haben (jedoch ist dies nicht unumstritten). Ihr Stammesgebiet erstreckte sich beiderseits des Susquehanna River und dessen Nebenflüssen, vom Süden des Staates New York, über Pennsylvania bis nach Maryland zur Mündung des Susquehanna am nördlichen Ende der Chesapeake Bay. Im 17. Jahrhundert zählten sie, trotz ihrer inländischen Lage, zu den bedeutendsten Handelspartnern der europäischen Siedler.
Folgende Stämme werden allgemein zu den Susquehannock gezählt (die führenden wurden "fett" hervorgehen); manche Stammesbezeichnungen können auf keine Irokesische Sprache zurückgeführt werden und bezeichnen daher vermutlich den Susquehannock tributpflichtige Algonkin sowie evtl. auch Östliche Sioux-Stämme:
- Atra’kwa’e oder Atra’kwaye (befand sich im heutigen Northumberland County, Pennsylvania, der dazugehörige Stamm wurde daher als Akhrakuaeronon (in Huron-Wendat: Atrakwaeronnon) oder Trakwaehronnon bezeichnet; unter dem gleichen Namen war ein den Erie zugerechneter Stamm ebenfalls bekannt.)
- Akwinoshioni
- Atquanachuke (lt. Berichten lebten sie Anfang des 17. Jahrhunderts entlang der Küste nördlich der Chesapeake Bay jenseits der Berge in New Jersey, zudem hätten sie eine andere Sprache gesprochen als die Powhatan, die Nanticoke-Stämme der Tocwogh und Cuscarawaoc sowie Susquehannock (bzw. Conestoga), vermutlich handelte es sich hierbei um einen der kleineren Algonkin-Stämme die unter die Herrschaft der Susquehannock gerieten.)
- Attaock (im Gebiet des heutigen York, Pennsylvania, zudem war das Flussgebiet des Juniata Rivers ihnen tributpflichtig.)
  - Onojutta-Haga (auch: Juni(a)ta, Iottecas, Ihonado; vermutlich Algonkin-sprachige Stämme im Flussgebiet des Juniata Rivers, eines rechten Nebenflusses des Susquehanna, waren der "Königsstadt" Attaock tributpflichtig.)
- Carantouan (umfasste die als Spanish Hill bekannte Landerhebung am linken Ufer des Chemung River im Gebiet der heutigen Gemeinde South Waverly im Bradford County, Pennsylvania einige Kilometer vor dessen Mündung in den Susquehanna River, der dazugehörige Stamm wurde daher als Carantouanais bezeichnet.)
- Cepowig (lag entweder im Gebiet des heutigen Westminster, Maryland oder im heutigen Gettysburg, Pennsylvania.)
- Kaiquariegehaga (eventuell nur eine Variante von Akhrakuaeronon)
- Ohonge(e)oguena (lebten eventuell in der Gegend des heutigen Pittsburgh, am Zusammenfluss des Monongahela River und des Allegheny River zum Ohio River.)
- Ogehage, später Oscalui (lag nahe der Mündung des Sugar Creek in den Susquehanna River und am "Warrior Path" nordwärts zur feindlichen Irokesenliga, muss ein bedeutendes Dorf gewesen sein, da "Ogehage" zugleich der Mohawk-Name für die Susquehannock war; später wurde es als "Onaquaga" als mehrheitlich durch Oneida und versprengte Susquehannock wieder aufgebaut.)
- Quadroque (lag zwischen den Königsstädten Sasquesahanough und Tesinigh im Gebiet des heutigen Middletown[8], Dauphin County an der Mündung des Swatara Creek in den Susquehanna, das tributpflichtige Gebiet reichte bis zu Northumberland, Pennsylvania, an der Mündung des West Branch Susquehanna River in den Susquehanna River.)
- Sasquesahanough (evtl. führende Stadt der Konföderation, deren Einwohner wurden daher einfach als Susquehannock bezeichnet und vermutlich dieser Begriff auf die ganze Nation übertragen.)
- S(e)conondihago oder Skonedidehaga (manchmal mit den "Shaunetowa" der ebenfalls Irokesisch-sprachigen - jedoch feindlichen - Massawomeck gleichgesetzt.)
- Serosquacke (manchmal mit den "Usserahak" der ebenfalls Irokesisch-sprachigen - jedoch feindlichen - Massawomeck gleichgesetzt.)
- Takoulgue (der dazugehörige Stamm wurde als Takoulguehronnon bezeichnet; unter dem gleichen Namen war ein den Erie zugerechneter Stamm ebenfalls bekannt.)
- Tehaque (evtl. identisch mit "Gahontoto" am Wyalusing Creek im Gebiet des heutigen Wyalusing in Bradford County, Pennsylvania, der Hauptstadt der Tehotitachsae bzw. Tehotachsee, wurden ca. 1750 von den Cayuga vernichtet; manchmal mit den "Tonhoga/Tohoga" der ebenfalls Irokesisch-sprachigen - jedoch feindlichen - Massawomeck gleichgesetzt.)
- Tesinigh (entlang des Swatara Creek (Susquehannock: Swahadowry oder Schaha-dawa - „wo wir uns von Aalen ernähren“) im Gebiet des heutigen Lebanon, Pennsylvania im gleichnamigen Lebanon Valley, das als "Wyoming" bekannte Gebiet entlang des North Branch Susquehanna River war ihnen vermutlich tributpflichtig.)
  - Scahentoarrhonon oder Scahentowanenrhonon (lebten im Wyoming Valley im Nordosten Pennsylvanias, das sie als Scahentowanen - "Es ist eine sehr große Ebene" bezeichneten, die Engländer verballhornten die Orts- und Stammesbezeichnung zu "Wyoming", waren der "Königsstadt" Tesinigh tributpflichtig; wurden 1652 von der Irokesenliga (Fünf Nationen) vernichtet.)
- Unquehiett
- Usququhaga
- Utchowig (im Gebiet des heutigen Carlisle, Pennsylvania, das ihnen tributpflichtige Gebiet erstreckte sich vermutlich bis zu Great Island, nahe dem heutigen Lock Haven, im Clinton County, Pennsylvania am Zusammenfluss des West Branch Susquehanna River und des rechten Nebenflusses Bald Eagle Creek, sie hatten somit Kontrolle über einen wichtigen Handelsweg, den "Great Island Path", inne.)
- Wysox (im Gebiet des heutigen Wysox Township, Bradford County, Pennsylvania, entlang des gleichnamigen Wysox Creeks der in den Susquehanna River mündet.)

Diese Anzahl dezimierte sich durch Epidemien und Kriege mit anderen Stämmen bis 1700 auf ungefähr 300 Krieger, die sich der Irokesenliga größtenteils ergaben oder zu anderen Stämmen flüchteten.
Nach dem Jahr 1700 beanspruchte die Irokesenliga das Tal des Susquehanna Rivers als ihr Hoheitsgebiet und richtete dort eine Art "Schutzraum" oder auch "Reservat" für mehrere militärisch unterlegene Stämme versprengter Irokesen, Algonkin und Östlicher Sioux ein. Die Susquehannock, Shawnee, Conoy, Nanticoke, Lenni Lenape (Delaware), Mahican, Saponi, Tutelo, Tuscarora und 12 oder 15 andere Stämme wurden hier zu unterschiedlichen Zeiten unter der Hoheit der Irokesenliga (Fünf Nationen) angesiedelt; diese Stämme durften meist ihre inneren Angelegenheiten selbst regeln, jedoch Verträge mit Europäern oder anderen Stämmen konnten sie nur nach Rücksprache und mit Erlaubnis der Irokesenliga schließen.
Die letzten 20 Susquehannock (damals als Conestoga bezeichnet, der Name Susquehannock war nicht mehr gebräuchlich) wurden schließlich um 1763 von den Kolonisten ermordet.

## Lebensweise
Obwohl sie heute (fast) vollständig vergessen sind, waren die Susquehannock einer der gefährlichsten und furchterregendsten Stämme der Region entlang der mittleren Atlantikküste während des Erstkontakts mit den Europäern. Die Susquehannock wurden als nobel, wagemutig, aber auch als aggressiv, kriegerisch, gebieterisch (herrisch) und als erbitterte Feinde der Irokesen beschrieben. Überdies wird berichtet, dass sie über besonders ausgefeilte und variable Waffen verfügten. Zudem beeindruckte die Engländer und Schweden ihre enorme Körpergröße, die sie von den benachbarten Stämmen unterschied.
Die beständigen Kriege der Irokesisch-sprachigen Völker untereinander gab ihnen eine militärische Überlegenheit gegenüber ihren mehr friedvollen, zu den Algonkin gehörenden Nachbarstämmen im Osten und Süden. Ihre oft groß angelegten Kriegszüge organisierten sie minutiös. Für den schnellen Transport der Krieger sowie deren Verpflegung nutzten sie ihre Kanus und konnten in dem wasserreichen Gebiet so in kürzester Zeit große Strecken überbrücken. So attackierten sie fast routinemäßig die Lenni-Lenape-Stämme entlang des Delaware River und zogen den Susquehanna River hinunter, um die dort lebenden Nanticoke, Conoy und Powhatan zu terrorisieren. Zudem bekriegten sie auch die Mahican, die im Hudson Valley lebten.
Die Susquehannock lebten in großen befestigten Dörfern entlang des Susquehanna River und seinen Nebenflüssen in Pennsylvania bis in den Süden des Staates New York. Wie weit nach Westen ihr Territorium sich tatsächlich erstreckte, ist nicht sicher. Jedenfalls erstreckte es sich so weit nach Westen, dass sie Verbündete und Handelspartner der Erie im nördlichen Ohio sowie der Huronen und Attiwandaronon Neutral im südlichen Ontario waren.
Obwohl wenig über ihre sozio-politische Organisation bekannt ist, dürfte sie sich nicht wesentlich von der anderer irokesischer Völker unterschieden haben. Es gab mehrere Stämme, die sich in matrilinearen (die Herkunft leitet sich von der Mutter her) Clans unterteilten. Schildkröte, Fuchs und Wolf werden als mögliche Namen der Clans genannt. Wie andere Stämme des nordöstlichen Waldlands und der Atlantikküste auch, betrieben die Susquehannock großangelegten Ackerbau. Im Frühling pflanzten sie Mais, Bohnen und Kürbisse auf ihren Feldern in der Nähe ihrer Dörfer. Nachdem sie die Saat ausgebracht hatten, zogen im Sommer viele Gruppen nach Süden zur Chesapeake Bay, um zu fischen und Muscheln, Schalentiere und Krebse zu sammeln. Im Herbst kehrten sie zu ihren Dörfern und Feldern zurück, um die Ernte einzubringen und auf die Jagd zu gehen.

## Geschichte

### Erste Kontakte
Die Susquehannock waren wahrscheinlich bereits vor den ersten Kontakten mit Europäern enge Freunde und Verbündete der Huronen und Attiwandaronon und erbitterte Feinde der Irokesen. Obwohl die Susquehannock den Mohawk, die zur Irokesen-Liga gehörten, im 16. Jahrhundert eine schwere Niederlage beibrachten, waren sie wegen der ständigen Kriege mit den Irokesen gezwungen, um 1570 nach Süden ins untere Susquehanna Valley auszuweichen. Von da an waren sie bemüht, durch ständige Überfälle und Kriegszüge eine Art Hegemonie über die benachbarten Algonkin-Stämme zu erlangen.
Die Powhatan kannten die Susquehannock (sie bezeichneten sie übrigens als Kannibalen) aus schmerzvoller Erfahrung und hatten daher ihre Dörfer und Siedlungen von der Küste ins Inland verlegt, zum Schutz vor den Kriegsgruppen der Susquehannock, die die Küste mit ihren Kriegskanus heimsuchten. Daher hatten die Powhatan zunächst nichts gegen englische Siedlungen in Virginia, da sie auf zusätzliche Hilfe gegen ihre Feinde hofften. Trotzdem überfielen die Susquehannock weiterhin Dörfer der Powhatan, besonders die der Potomac, im nördlichen Virginia.
Um auch am lukrativen Pelzhandel teilhaben zu können, errichteten die Niederländer am Hudson River eine Handelsstation und handelten mit den Lenni Lenape am unteren Delaware River und der Delaware Bay. Die Franzosen wiederum hatten feste Handelsbeziehungen mit den Huronen geknüpft und eine Siedlung bei Quebec am St. Lawrence River errichtet.
Als Franzosen 1615 den Niagara River überquerten, erreichten sie die Susquehannock und versuchten, sie als Handelspartner zu gewinnen. Zudem bot sich den Franzosen die Möglichkeit, die Irokesen in einen Zweifrontenkrieg mit den südlich lebenden Susquehannock zusammen mit deren nördlichen und westlichen Verbündeten, den Huronen, Attiwandaronon und Erie, zu zwingen. Diese neue Allianz (und mögliche Konkurrenz der Franzosen) brachte die Niederländer dazu, die Mohawk aktiv in ihren Kriegen gegen die Susquehannock zu unterstützen. Trotz ihrer isolierten Lage und ihrer relativ kleinen Zahl gelang es den Susquehannock, wichtige Handelspartner aller miteinander konkurrierenden Europäer zu werden - der Engländer, Franzosen und auch der Niederländer.
Währenddessen (1624–1628) bekämpften die Irokesen die mächtige Mahican-Konföderation, um Zugang zum Handel mit den Niederländern zu bekommen. Nachdem die Mahican besiegt waren, wurden die Mohawk zum wichtigsten Handelspartner der Niederländer im Hudson Valley. Die Susquehannock hingegen begannen 1626 die zahlreichen - aber friedfertigen und unorganisierten - Lenni Lenape zu attackieren und zwangen diese gegen 1630 südwärts nach Delaware und New Jersey zu ziehen. Die Niederländer waren mit dem Ergebnis zufrieden, als sie entdeckten, dass ihre neuen Handelspartner gute Jäger und Fallensteller waren und mehr (und bessere) Pelze als die Lenni Lenape zu bieten hatten. Als die Schweden 1638 ihre erste Siedlung am Delaware River errichteten, waren die Lenni Lenape völlig von den Susquehannock unterjocht und benötigten von den Minqua die Erlaubnis, Verträge zu unterzeichnen, so bei der Abtretung des Landes zum Bau von Fort Christina.
Nachdem die Engländer 1625 und in einem zweiten Krieg (1644 bis 1646) die Powhatan, die als einzige Algonkin-Konföderation stark genug war, den Susquehannock zu widerstehen, vernichtet hatten, erweiterten diese ihre Jagdgründe südlich bis zum Potomac River. Dies veranlasste die Patuxent, Conoy (Piscataway), Wicomese sowie versprengte kleinere Algonkin-Stämme sich mit den Engländern zu verbünden. Das hinderte die Susquehannock jedoch nicht mit den Engländern in Virginia, mit den Niederländern und auch mit den Franzosen (durch Vermittlung der Wyandot-Huronen) in Kanada Handel zu treiben.
Als die englischen Siedlungen immer weiter westwärts ins Territorium der Susquehannock vorrückten und die Engländer weiterhin ihre Algonkin-Verbündeten beschützten, kam es zu schweren Spannungen, die 1642 zum Krieg führten, als der Gouverneur von Maryland erklärte, die Susquehannock seien Feinde der Kolonie und bei Sichtkontakt sofort zu erschießen. Zwischen 1640 und 1645 gab es keinerlei Handel mit den Engländern, die Susquehannock glichen dies aber mehr als aus, indem sie nun verstärkt die Schweden und Niederländer aufsuchten. 1645 schlossen die Susquehannock Frieden mit Maryland und gaben ihre Landansprüche in Maryland zwischen den Choptank und Patuxent River auf.

### Die Biberkriege, erste Auseinandersetzungen (1630–1650)
Um die Nachfrage nach Pelz aller vier europäischen Kolonialmächte befriedigen zu können, hatten die Susquehannock bald die gesamten Biberbestände in Pennsylvania ausgerottet und waren gezwungen, durch Handel mit den Erie und den Shawnee oder durch Kriege mit Stämmen im Ohio-Tal an Pelze zu gelangen. Die sog. Biberkriege waren eine Periode extrem grausamer Auseinandersetzungen um den Pelzhandel zwischen Stämmen der Großen Seen und des Ohio-Tals, oft bis zur gegenseitigen Vernichtung reichend. Obwohl die Susquehannock maßgeblich daran teilnahmen, gab es die schärfsten Auseinandersetzungen zwischen den mit den Franzosen handelnden Huronen und der Irokesen-Liga, die mit den Niederländern handelten.
Zunächst gaben die Europäer fast keine Waffen an die Stämme aus und beschränkten auch die Menge der Munition. Doch als die Engländer versuchten, die Mohawk durch Ausgabe von Waffen an sich zu binden, konterten die Niederländer durch unbeschränkte Waffenlieferungen an die Irokesen, die es diesen ermöglichte, über die Huronen und deren Verbündete herzufallen. Die Susquehannock spielten die Ängste der rivalisierenden Europäer gegeneinander aus und wurden somit von allen Seiten bestens bewaffnet – eines ihrer Dörfer hatte sogar eine Kanone zur Verteidigung.
Auch die Irokesen hatten ihre Jagdgründe ausgeplündert und waren gezwungen, die fehlenden Pelze per Handel oder Krieg zu beschaffen. Da sie aber nur von feindlichen Stämmen umgeben waren, mussten sie diese entweder unterwerfen oder damit rechnen, selbst zerstört zu werden. Daher konzentrierten sie ihre Attacken zuerst ab 1640 gegen die Huronen, 1645 isolierten sie sie von den Algonkin, Innu (auch Montagnais genannt) und Franzosen. 1647 organisierten die Irokesen massive Attacken ins Land der Huronen (Wyandot) und zerstörten die Dörfer der Arendahronon.
Während dieser Kriege standen die Susquehannock den Huronen als Verbündete bei, doch diese lehnten plötzlich jegliche Hilfe ab und wurden im Winter von 1648 bis 1649 von den Irokesen völlig überrannt. Den Khionontateronon / Tionontati (von den Franzosen Gens du Petun ="Tabak-Volk" genannt, verkürzt zu Petun, engl.Tobacco Nation) erging es nicht besser, und als die Irokesen 1.000 gefangene Krieger inkorporierten, waren die Susquehannock in großer Gefahr. Als 1650 die westlichen Irokesen (Seneca, Cayuga und Onondaga) die Attiwandaronon angriffen, traten die Susquehannock dem Krieg gegen die Irokesen bei.

### Die Biberkriege, Kriege gegen die Irokesen (1630–1675)
Als die Mohawk zusammen mit den Oneida 1651 die Susquehannock jedoch angriffen, konnten sie den Attiwandaronon nicht beistehen, und als die Erie die Unterstützung versagten, waren diese schnell besiegt. Da die Franzosen nach den vernichtenden Siegen der Irokesen über die Huronen und Attiwandaronon machtlos waren und die Erie von 1653 bis 1656 nun alleine gegen die westlichen Irokesen ums Überleben kämpften, waren die Susquehannock auf sich allein gestellt. Der Krieg gegen die Mohawk und Oneida dauerte noch bis 1656, bis die Susquehannock langsam den östlichen Nebenarm des Susquehanna River hinab ziehen mussten.
Obwohl die Mohawk und ihre Oneida-Verbündeten die Susquehannock niemals wieder bekriegten, übertrug sich der Frieden nicht auf die restlichen Stämme der Irokesen-Liga. Nachdem sie mit den Erie fertig waren, richteten die westlichen Irokesen ihre Aufmerksamkeit auf ihre einzig noch verbliebenen irokesisch-sprachigen Feinde. Da die Susquehannock zudem die Erie und Attiwandaronon in ihren Kriegen unterstützt und deren Flüchtlinge aufgenommen hatten, brach der Krieg 1658 offen aus. Sie waren stark in der Minderheit und zogen deshalb ihre Handelspartner, die Shawnee, in die Kämpfe hinein und zwangen die ihnen tributpflichtigen Algonkin- und Sioux-Stämme (Lenni Lenape, Nanticoke, Conoy, Saponi, Tutelo) an ihrer Seite zu kämpfen. Die Irokesen attackierten zuerst die Shawnee, vertrieben sie und zwangen sie, sich in Illinois, Tennessee und South Carolina niederzulassen. 1660 überfielen sie die Lenni Lenape im Delaware Valley und verhinderten, dass diese sich aktiv am Krieg beteiligen konnten. Die schwerste Niederlage für die Susquehannock war aber die Pocken-Epidemie von 1661, die ihre Bevölkerung völlig demoralisierte, zersetzte und dezimierte.
Trotzdem konnten sie noch standhalten, da die Engländer in Maryland ihnen Waffen verkauften, damit sie weiterhin als Bollwerk gegen die mit den Niederländern verbündeten Irokesen dienen konnten. Hierdurch war es den Susquehannock 1663 nochmals möglich, eine große Invasion der Irokesen abzuwehren. Als jedoch die Engländer New York (ehemals Nieuw Amsterdam) von den Niederländern übernahmen, schlossen sie sogleich eine Allianz mit den Irokesen. Trotzdem erneuerte Maryland seinen Vertrag mit den Susquehannock. Gleichzeitig mit einem erneuten Ausbruch der Pocken schlossen die Irokesen 1667 mit den Franzosen und deren indianischen Verbündeten Frieden und sie konnten sich nun auf den Krieg gegen die Susquehannock konzentrieren. In einem immer bitterer geführten Kampf ums Überleben waren die Susquehannock im Herbst 1669 gezwungen, die Irokesen um Frieden zu bitten, da sie nur noch 300 Krieger aufbieten konnten. Statt eine Antwort zu geben, marterten und töteten die Irokesen den Botschafter der Susquehannock. Erst 1675 konnten die Irokesen die Susquehannock endgültig besiegen.

### Völlige Vernichtung (1675–1763)
Von den Irokesen aus Pennsylvania vertrieben, siedelten die Überlebenden am Oberlauf des Potomac River aufgrund einer Einladung des Gouverneurs von Maryland. Diese Lösung mag für den Gouverneur akzeptabel gewesen sein, für die lokalen Siedler aber nicht. Nach mehreren Verwüstungen (vermutlich durch Irokesen) griff ein tausend Mann starker Bürgermiliz-Mob die Susquehannock an und besiegte sie. Als die Indianer die Siedler überzeugen konnten, dass sie friedfertig und bereit seien, als Geiseln sechs Sachems zu stellen, zogen die Engländer mit ihnen ab. Als jedoch unterwegs von anderen Überfällen berichtet wurde, brachten sie ihre Geiseln um.
Die Susquehannock verließen nun den Potomac und unternahmen mehrere Vergeltungsüberfälle im Grenzgebiet von Maryland und Virginia. Leider wurden diese Überfälle meistens den Pamunkey und Occaneechee, Verbündete von Virginia, angelastet und führten fast zu ihrer völligen Vernichtung. Die Susquehannock flohen nach Norden, wurden aber von Milizen aus Maryland zu einem Großteil vernichtet. Manche konnten zu den Meherrin fliehen, die meisten jedoch mussten sich 1676 endgültig den Irokesen ergeben. Der Friedensvertrag sah vor, dass die Susquehannock zwischen den Mohawk und Oneida (früher ihre ärgsten Feinde) zu siedeln hatten, sie Mitglieder der Covenant Chain (Allianz zwischen Engländern und Irokesen sowie deren unterworfenen Völkern) der Irokesen wurden und ihre Herrschaft über die Lenni Lenape und andere frühere Verbündete abzutreten hatten. In den folgenden Jahren gelang es mehreren Susquehannock, den Status von Kriegs-Sachems der Irokesen zu erlangen.
Obwohl respektvoll behandelt, waren die Susquehannock dennoch nicht frei. Als William Penn 1683 versuchte, einen Vertrag mit den Susquehannock zu schließen, musste er lernen, dass sie (genauso wie die Lenni Lenape) erst die Erlaubnis der Irokesen benötigten. Daraufhin wurden alle folgenden Geschäfte, die Pennsylvania tätigte, mit den Irokesen direkt abgeschlossen und die unterworfenen Stämme ignoriert.
Gegen 1706 zeigten die Irokesen etwas Mitleid und erlaubten 300 überlebenden Susquehannock, nach Pennsylvania ins Susquehanna Valley heimzukehren. Nicht länger ein mächtiges Volk, wurden sie von den dort ansässigen Engländern Conestoga, nach dem Namen ihres Dorfes, genannt. Die Irokesen behielten sie dennoch im Auge und benutzten deren ehemaliges Stammesgebiet als eine Art von überwachtem Reservat für alle vertriebenen Algonkin- und Sioux-Stämme (Lenni Lenape, Nanticoke, Conoy, Tutelo, Saponi, Mahican, Shawnee und Neu-England-Algonkin), denen erlaubt wurde, sich dort als Mitglieder der "convenant chain" anzusiedeln.
Als Conestoga durch die Mission der Quäker ein christliches Dorf wurde, verließen es traditionellere Susquehannock und kehrten entweder zu den Oneida im Staat New York zurück oder sie zogen nach Westen, um sich den Mingo (einer Splittergruppe der Seneca, nicht zu verwechseln mit Minqua) anzuschließen. 1763 gab es nur noch 20 als Susquehannock identifizierbare Personen, alle waren Christen und total friedfertig. Als es jedoch zu Überfällen und Verwüstungen durch andere Stämme während Pontiacs Krieg kam, wollten die Siedler in der Umgebung nichts anderes als Indianer töten – aus Rache, egal welche. Da boten sich die Conestoga als leichtes und wehrloses Ziel geradezu an. Die Stimmung wurde immer hitziger und es wurden zu ihrer eigenen Sicherheit 14 Conestoga festgenommen und in Lancaster ins Gefängnis gesteckt. Währenddessen bildete sich ein Mob (bekannt als die Paxton Boys), machte sich auf zum Dorf der Conestoga und tötete die sechs dort gebliebenen Einwohner und brannte das Dorf nieder. Dann gingen sie zum Gefängnis, brachen ein und erstachen die letzten überlebenden 14 Susquehannock.
Nun gab es keine Susquehannock mehr und ihr Name sowie das ganze Volk gerieten somit fast in Vergessenheit.

## Verschiedenes
Nach der Stammesbezeichnung Conestoga wurde der weiterverbreitete Kutschentyp Conestoga (Fuhrwerk) pennsylvaniadeutscher Siedler benannt.

## In Romanen
Über die Paxton Boys wird in folgenden Romanen geschrieben:
- The Light in the Forest (1953), von Conrad Richter.
- Mason & Dixon (1997), von Thomas Pynchon, das Lancaster Massaker wird beschrieben.
- Conestoga Winter: A Story of Border Vengeance (Forbes Road) (zweite Ausgabe) (2013), von Robert J. Shade das Lancaster Massaker wird ebenfalls beschrieben.